# فاسيل نيستور
فاسيل نيستور (مواليد 9 يونيو 1967) هو ملاكم روماني، مثّل بلاده في الألعاب الأولمبية الصيفية 1992.

## روابط خارجية
فاسيل نيستور على موقع بوكس ريك (الإنجليزية) (registration required)
- فاسيل نيستور على موقع أوليمبيديا (الإنجليزية)